# Fix-Saint-Geneys
Fix-Saint-Geneys é uma comuna francesa na região administrativa de Auvérnia-Ródano-Alpes, no departamento de Alto Loire. Estende-se por uma área de 7,86 km². Em 2010 a comuna tinha 132 habitantes (densidade: 16,8 hab./km²).